# 맥라렌 솔루스 GT
맥라렌 솔루스 GT(영어: McLaren Solus GT)는 맥라렌 오토모티브에서 2022년부터 생산 중인 제한된 생산 트랙 전용 미드 엔진 스포츠카이다. 맥라렌 F1, 맥라렌 P1, 맥라렌 세나, 맥라렌 스피드테일, 맥라렌 엘바에 이어 맥라렌 얼티밋 시리즈의 여섯 번째 추가 모델이다. 소니 인터랙티브 엔터테인먼트에서 개발한 게임 그란 투리스모 스포츠에 등장한 2017 비전 그란 투리스모 컨셉을 기반으로 한다.트랙 드라이빙 참여의 극단적인 표현으로 설계되었으며 생산대수는 25대로 제한된다.

## 사양

### 파워트레인
5.2 L (320 cu in) V10은 Judd에서 파생된 블록으로 맥라렌은 10,000rpm의 레드라인에서 840 PS (829 hp; 618 kW) 및 650 N·m (479 lb·ft)를 초과하여 생산한다고 주장하였다.

### 섀시
섀시는 포뮬러 원의 수많은 디자인을 통합한 맞춤형 탄소 섬유 모노코크이며, 조종석과 롤바를 보호하는 헤일로에 사용된 3D 인쇄 티타늄 부품, 포뮬러 원 자동차에서 볼 수 있는 것과 유사한 탄소 섬유 충돌 구조가 포함되어 있다.

### 차체
차체는 또한 지면 효과를 사용하는 현재의 포뮬러 원 자동차에서 차용한 독특한 디자인을 가지고 있다. 대형 프론트 스플리터, 바닥에 통합된 Venturi 터널, 트윈 요소 고정 리어 윙이 모두 결합되어 최고 속도에서 1,200 kg (2,646 lb)의 다운포스 수치를 제공한다.

## 비디오 게임에서의 등장
- 아스팔트 8: 에어본
- 아스팔트 9: 레전드